# Краснопартизанское (Восточно-Казахстанская область)
Краснопартизанское (каз. Қызылпартизан) — упразднённое село в Глубоковском районе Восточно-Казахстанской области Казахстана. Входило в состав Кировского сельского округа. Код КАТО — 634049105. Ликвидировано в 2009 г.

## Население
В 1999 году население села составляло 42 человека (18 мужчин и 24 женщины). По данным переписи 2009 года, в селе проживали 24 человека (10 мужчин и 14 женщин).